# Erdungsmuffe
Eine Erdungsmuffe dient zur Erdung von Koaxialkabeln aus Kupfer oder Aluminium an Antennenanlagen der Telekommunikation (Mobilfunk).

## Aufbau

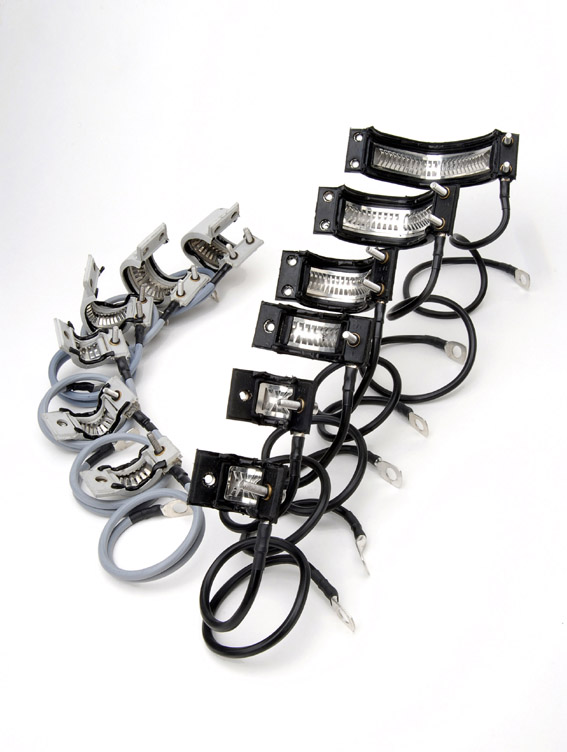
Verschiedene Erdungsmuffen für unterschiedliche Durchmesser

Erdungsmuffen bestehen aus einem Ozon- und UV-beständigen Gummimantel mit einer taschenförmigen Aufnahme für eine Fiederung. Die verzinnte Fiederung aus einer speziellen Legierung ermöglicht den Ausgleich großer Durchmesserunterschiede zwischen Muffe und Koaxialkabel, einen besseren Längenausgleich sowie gleichmäßige und geringe Anpresskräfte. Diese Eigenschaften werden auch Relaxationsverhalten genannt.
Die Fiederung zum entisolierten Kabel hat einen geringen Übergangswiderstand von 0,1 bis 0,15 mΩ. Der derzeit geforderte Übergangswiderstand beträgt maximal 1 mΩ.

## Montage
Zur Montage einer Erdungsmuffe mit integriertem Kabelschuh wird das Koaxialkabel entisoliert, die Muffe an dieser Stelle um das Kabel gelegt und mit einer Schraube verschlossen.